# Christoph Steinbeck

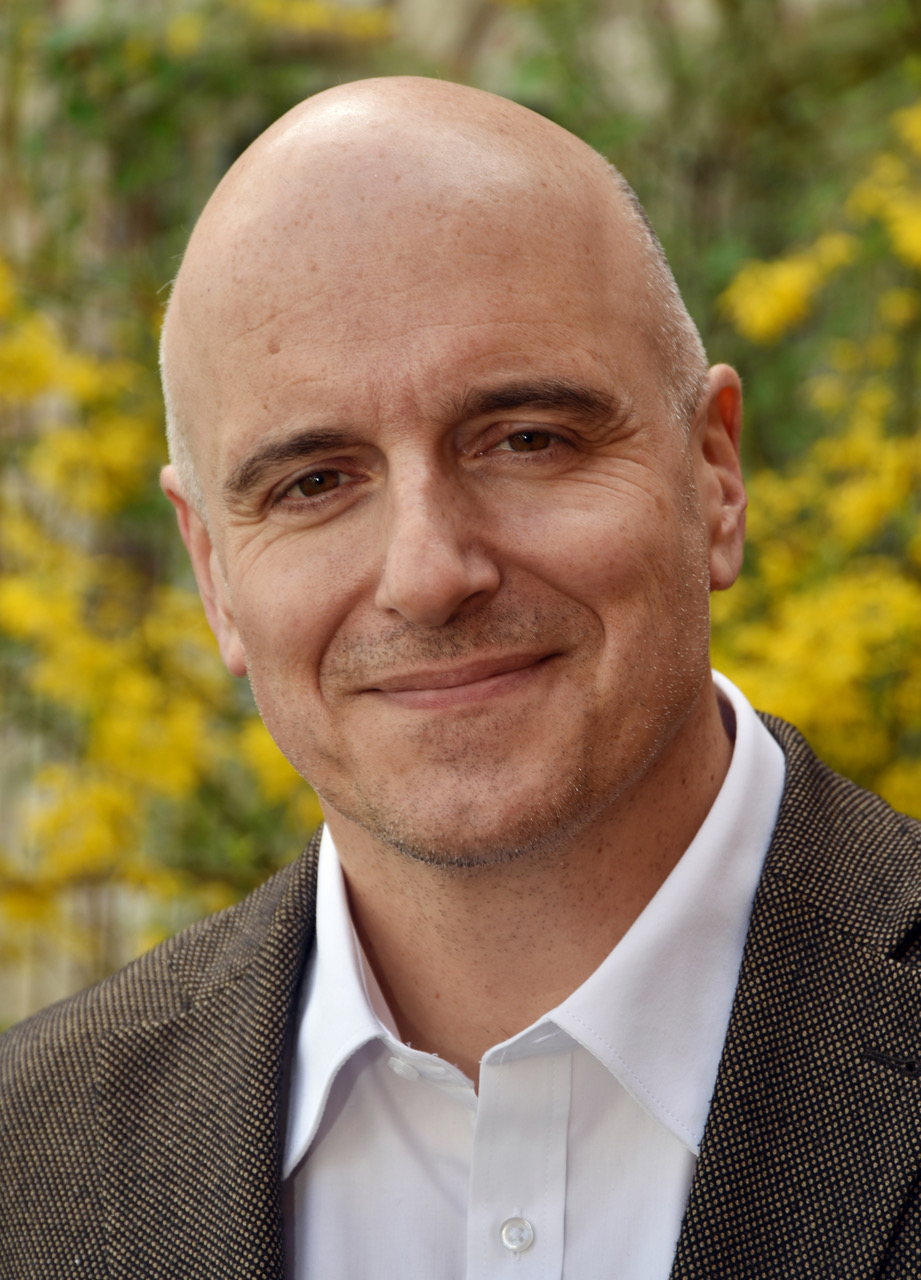
Christoph Steinbeck

Christoph Steinbeck (* 20. Februar 1966 in Neuwied) ist ein deutscher Chemiker.

## Leben
Steinbeck besuchte von 1976 bis zu seinem Abitur 1985 das Werner-Heisenberg-Gymnasium in Neuwied. Ab 1986 studierte er Chemie an der Universität Bonn und fertigte seine Doktorarbeit im Jahr 1995 zur Strukturaufklärung organischer Verbindungen mit NMR-Korrelationsexperimenten an.
Im Anschluss arbeitete er als Postdoktorand an der Tufts University in Medford, USA, bei Clemens Richert, und habilitierte im Jahr 2002 in Organischer Chemie an der Friedrich-Schiller-Universität in Jena. Zur gleichen Zeit leitete er die Arbeitsgruppe für Chemieinformatik am Max-Planck-Institut für chemische Ökologie in Jena. Zwischen 2003 und 2007 war er Gruppenleiter für molekulare Informatik am Cologne University Bioinformatics Center (CUBIC) an der Universität zu Köln. 2006 erhielt er den Blue Obelisk Award. Von 2008 bis 2016 leitete er den Bereich „Chemieinformatik und Metabolimus“ am Europäischen Bioinformatik Institut. Seit März 2017 ist Christoph Steinbeck Professor für Analytische Chemie, Chemoinformatik und Chemometrie an der Friedrich-Schiller-Universität Jena. Seit August 2022 ist er Vizepräsident für Digitalisierung der Friedrich-Schiller-Universität Jena. Wenn nicht in Jena, lebt Christoph Steinbeck mit seiner Frau, Katze und Hühnern im Schwarzwald.

## Forschung
Steinbecks Forschungsinteressen liegen im Bereich der Strukturbestimmung von Metaboliten und Computer-gestützter Metabolomanalyse. Er war einer der ersten Chemiker, die Open-Source-Software in der Chemie entwickelten. Er initiierte JChemPaint und gründete das Chemistry Development Kit (CDK). Während seiner Zeit am Europäischen Bioinformatik Institut leitete er die Entwicklung der Datenbanken Chemical Entities of Biological Interest (ChEBI) und MetaboLights. Seit 2020 leitet Steinbeck die Entwicklung der Nationalen Forschungsdateninfrastruktur für die Chemie (NFDI4Chem).

## Mitgliedschaften
- Direktor a. D. der Metabolomics Society[9]
- Emeritus Editor-in-Chief des Journal of Cheminformatics[10]

### Mitglied im Editorial Board
- Nature Scientific Data[11]
- Metabolites[12]